# Южные леса Великих озёр

Ю́жные леса́ Вели́ких озёр (англ. Southern Great Lakes forests) — североамериканский континентальный экологический регион умеренных лиственных лесов, выделенный Всемирным фондом дикой природы.

## Размещение
Этот экорегион занимает юг Онтарио и Мичигана, запад штатов Нью-Йорк и Пенсильвания, север и запад Огайо и значительную часть северного Иллинойса.